# Impresiones nobles
Las impresiones nobles es el término empleado por los fotógrafos pictorialistas para designar las fotografías que obtenían mediante la aplicación de pigmentos y la utilización de procedimientos que consideraban artísticos ya que  proporcionaban resultados similares a la pintura.
Entre los procedimientos fotográficos más valorados se encontraban la goma bicromatada, el bromóleo, la impresión al carbono, la platinotipia y otros que daban un cierto carácter de obra única a cada fotografía. También era frecuente que las fotografías se realizasen sobre soportes como telas y lienzos. Este término ha sufrido una generalización al aplicarse a cualquier proceso que modifica la imagen realizando manipulaciones en el laboratorio.
La denominación de noble se daba para distinguirla de la fotografía convencional que reflejaba la realidad de un modo determinado y admitía copias múltiples con facilidad, pero también como consecuencia de un presupuesto teórico que subordinaba la fotografía a la pintura. Desde este planteamiento una foto era una obra pictórica regida por las mismas normas que la pintura y consecuentemente sus modelos surgen de la pintura academicista.
Estos planteamientos fueron muy populares a finales del siglo XIX y principios del siglo XX y originaron la existencia de una tradición pictórica en las agrupaciones fotográficas que se podría denominar como fotografía academicista. En España se prolonga algo este interés por las impresiones nobles en los años posteriores a la guerra civil. Posteriormente, algunos artistas plásticos han continuado empleando estos antiguos procedimientos fotográficos con diferentes presupuestos teóricos intentando aprovechar sus cualidades específicas.